# Libro de los Fueros de Castilla

Blasón de Castilla.

El Libro de los Fueros de Castilla es un antiguo documento legal del Reino de Castilla, el más antiguo que se conoce sobre derecho territorial castellano. Está compuesto por 307 capítulos, en los que desordenadamente se mezcla material jurídico preferentemente sobre derecho privado; precedidos de epígrafes que pretenden aludir a su contenido, aunque a veces no guardan relación con él, y que probablemente fueron incorporados al texto en un momento posterior al de su redacción. El descuido con que se ha redactado se manifiesta en detalles como la repetición de una misma norma que aparece expuesta unas veces como derecho local de un núcleo de población concreta y, en otras, como costumbre de toda la comarca.

## Origen
Debió redactarse entre 1248, fecha de la conquista de Sevilla, y 1252, año de la coronación de Alfonso X pues en varios capítulos se alude a la ciudad andaluza como conquistada y se menciona al monarca no como Rey, sino como Infante. Probablemente su confección tuviese lugar en Burgos por un jurista particular dado que en esa ciudad castellana se encontraba la sede del Tribunal de Alcaldes de la Corte para el que se supone que todo este material fue recopilado.

## Contenido
Recoge costumbres procedentes de localidades de las actuales provincias burgalesa, riojana y segoviana (Nájera, Belorado, Villafranca, Sepúlveda, Cerezo y Burgos), junto con otras que debían haber alcanzado ya una vigencia de ámbito regional. Junto a ellas, aparecen fazañas emitidas por el rey, por los adelantados, por el obispo de Burgos, el Merino Mayor de Castilla, los señores de Haro o, en una ocasión, los hombres buenos de Burgos. Hoy en día se cree que el libro trataría de dar a conocer principalmente las fazañas y privilegios, y que todo lo que aparece como fuero municipal no sería más que legislación local aplicable, en su forma original, que habría sido recopilada por una instancia judicial inferior previa al recurso de alzada ante el mencionado Tribunal de Alcaldes de la Corte o el propio monarca.
Se desconoce el criterio de selección seguido por el recopilador.